# كونوفر (آيوا)
كونوفر هي مدينة أشباح تقع في مقاطعة وينيشيك، في ولاية آيوا، الولايات المتحدة. وتظهر على مربع مدينة فورت أتكينسون حسب الخريطة الطبوغرافية للماسح الجيولوجي الأمريكي.